# Villebois-Lavalette
Villebois-Lavalette je naselje in občina v zahodnem francoskem departmaju Charente regije Poitou-Charentes. Leta 1999 je naselje imelo 730 prebivalcev.

## Geografija
Kraj se nahaja v pokrajini Angoumois 24 km južno od središča departmaja Angoulêma.

## Uprava
Villebois-Lavalette je sedež istoimenskega kantona, v katerega so poleg njegove vključene še občine Blanzaguet-Saint-Cybard, Charmant, Chavenat, Combiers, Dignac, Édon, Fouquebrune, Gardes-le-Pontaroux, Gurat, Juillaguet, Magnac-Lavalette-Villars, Ronsenac, Rougnac, Sers, Torsac in Vaux-Lavalette s 7.177 prebivalci.
Kanton Villebois-Lavalette je sestavni del okrožja Angoulême.

## Zgodovina
Na hribu, na katerem stoji sedanje naselje, je stal že v antiki galski oppidum, kasnejši rimski castrum. V 8. stoletju ju je nasledil grad Château de Villebois, dokončan v 13. stoletju, ko so mu bili dodani obrambni stolpi in obzidje. Zaradi svoje lege je postal pomembna vojaška utrdba, ki so jo med stoletno vojno imeli v svojih rokah Angleži, dokler je ni leta 1376 prešla pod francosko krono. Prav tako v času verskih vojn, ko so jo zavzeli protestanti, kasneje katoličani. Vojvod d'Epernon, guverner Angoumoisa, je ob zavzetju trdnjave in pridobitvi zemljišča okoli naselja ustanovil vojvodstvo Lavalette. Od leta 1622 nosi naselje ime Villebois-Lavalette.

## Zanimivosti
- grad z romansko kapelo iz 12. stoletja, na mestu nekdanje utrdbe iz rimskega obdobja, francoski zgodovinski spomenik od leta 2005,
- tržnica iz 17. stoletja, zgodovinski spomenik od leta 1948.